# Спирея Бумальда
Спирея Бумальда (лат. Spiraea bumalda) — по данным Germplasm Resources Information Network является синонимом Spiraea japonica. 
По данным других источников спирея Бумальда является гибридом между спиреей японской (Spiraea japonica) и спиреей белоцветковой (Spiraea albiflora).
Листопадный декоративный кустарник до 75 см высотой семейства Розовые (Rosaceae).